# Aube (departamento)
Aube é um departamento da França localizado na região do  Grande Leste. Sua capital é a cidade de Troyes.	